# May (genre)
Pour les articles homonymes, voir May.
Genre
May est un genre d'araignées aranéomorphes de la famille des Sparassidae.

## Distribution
Les espèces de ce genre se rencontrent en Namibie et en Afrique du Sud.

## Liste des espèces
Selon World Spider Catalog (version 17.5, 19/01/2017) :
- May ansie Jäger & Krehenwinkel, 2015
- May bruno Jäger & Krehenwinkel, 2015
- May norm Jäger & Krehenwinkel, 2015
- May rudy Jäger & Krehenwinkel, 2015

## Étymologie
Ce genre est nommé en l'honneur de Bruno May.

## Publication originale
- Jäger & Krehenwinkel, 2015 : May gen. n. (Araneae: Sparassidae): a unique lineage from southern Africa supported by morphological and molecular features. African Invertebrates, vol. 56, no 2, p. 365-392.